# Broch
|  | Per a altres significats, vegeu «Broch (desambiguació)». |

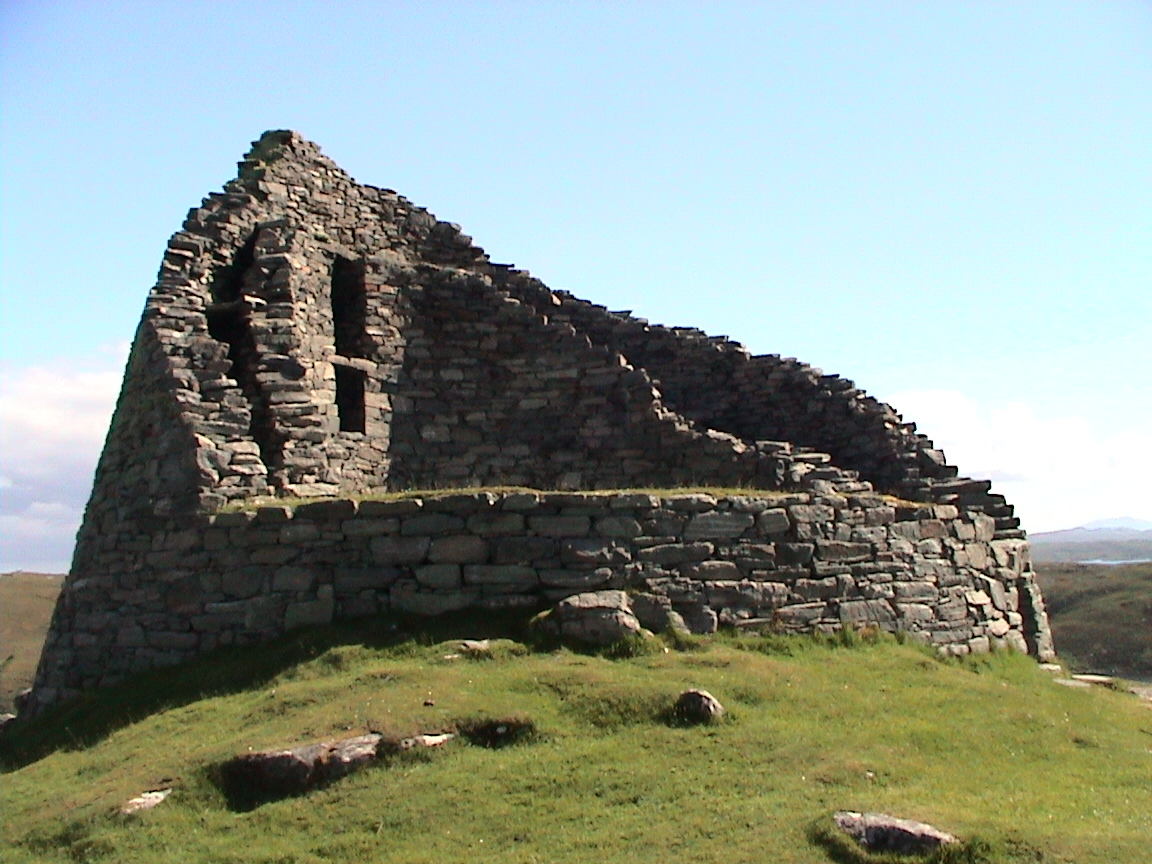
Broch de Dun Carloway, a l'illa de Lewis

Un broch és una fortificació construïda en l'edat del ferro (2.500 a 3.000 anys) que es troba amb prou abundància al nord d'Escòcia i a les Illes Òrcades.
Constituïdes generalment d'un doble recinte, es tracta de massives torres circulars de dos pisos que es poden elevar a més de quinze metres sobre el terra. Al voltant, com a Gurness, s'hi poden trobar les restes d'un habitatge. El broch, avantpassat sens dubte del castell, podia servir per a protegir la població durant els conflictes. Es pensa que certs brochs han estat construïts pels pictes.